# لانگ پاند، پلیموت، ماساچوست
لانگ پاند (به انگلیسی: Long Pond) یک منطقهٔ مسکونی در ایالات متحده آمریکا است که در ماساچوست واقع شده‌است.